# Ťapešovo
Ťapešovo je naseljeno mjesto u okrugu Námestovo u Žilinskom kraju u Slovačkoj.

## Stanovništvo
| Godina:     | 1993. | 2003.    | 2013.    | 2023.    |
| ----------- | ----- | -------- | -------- | -------- |
| Broj ljudi: | 543   | 615      | 687      | 828      |
| Razlika:    |       | +13,25 % | +11,70 % | +20,52 % |

| Godina:     | 2022. | 2023.   |
| ----------- | ----- | ------- |
| Broj ljudi: | 822   | 828     |
| Razlika:    |       | +0,72 % |

Prema podatcima o broju stanovnika iz 2023. godine naselje je imalo 828 stanovnika.

## Vanjske poveznice
|  | Zajednički poslužitelj ima još gradiva o temi Ťapešovo |

- Službena stranica naselja (sl.)